# Reichweite (Geostatistik)
Dieser Artikel wurde wegen inhaltlicher Mängel auf der Qualitätssicherungsseite des Portals Geowissenschaften eingetragen. Dies geschieht, um die Qualität der Artikel im Themengebiet Geowissenschaften zu steigern. Bitte hilf mit, die Mängel zu beseitigen, oder beteilige dich an der Diskussion. (+)
Als Reichweite (engl. range) bezeichnet man in der Geostatistik den bei der Interpolation georeferenzierten Daten nach dem jeweiligen Interpolationsverfahren maximalen Abstand zwischen zwei Datenpunkten, bei dem sich noch ein statistischer Zusammenhang feststellen lässt. Ist der Abstand zweier Messwerte größer als die Reichweite, so sind sie unkorreliert. Die Reichweite wird meist aus experimentellen Semivariogrammen abgelesen oder durch Statistikprogramme auf deren Basis berechnet.
Dabei ist es wichtig eine Erklärung für die Reichweite basierend auf Vorkenntnissen über den Datensatz bieten zu können, da eine nicht erklärbare Reichweite sehr leicht ein Artefakt der Methode sein kann und dies durch eine Berücksichtigung von Vorkenntnissen zumindest unwahrscheinlicher wird.  